# 真实行动点数系统
真实行动点数系统又叫RAP消费系统（Real-Action-Point-System），是电脑游戏中战斗系统的一种。

## 原始型
把战场上每个角色每回合的行动能力标准化，用一个固定的数值来表示，就是「RAP值」，角色每种行动都预先规定好一个RAP值。角色行动时，将按规定扣除相应的RAP值（待机除外，待机扣除所有RAP值）也就是『消费』。每回合中，角色的RAP值由其本身的性质决定，角色行动次数=角色RAP值-各行动RAP值。正因为这样，角色可以通过装备或增值物品来增加自己的RAP值，从而获得每回合中更多行动的机会。

## 原始型自由指令选择
‘自由指令选择’也就是复合指令（在一个行动机会中执行一个以上的指令）。玩家在每回合中，可以自由地组合指令，直到这个人的RAP值消费完毕。而不像一些游戏，每次只能执行一个指令（移动、攻击、魔法、道具、逃跑
等等），如果一个角色的RAP值为4，指令A、B各消耗2点RAP值，那么这个角色一次行动机会里共可以行动4次：A-A、A-B、B-B、B-A。如果搭配“行动顺序自由组合”系统，则自由度更高。

## 变种型
由于原始型的角色RAP值可以通过装备或增值物品来增加，在一定程度上减弱了游戏的可玩性，开发人员基于原始型模板开发出新的RAP消费系统模式。新的模式取消了角色RAP值，改为百分数计数，即每个角色的初始RAP都为100%，每种行动扣除相应的比例，（是一个小于100%的百分数）及消费，角色行动次数=100%-各行动比例。角色无法通过装备或增值物品来增加RAP值，但可以通过装备等手段来调整消费的比例。

## 变种型自由指令选择
由于可以改变消费比例，每个人可以行动的次数不一，比如擅长“指令A”的角色，其指令A的消费比例就非常小，这样在100%RAP下，可以执行指令A的次数就显著增多；相对的，指令B和C就会消耗更多的RAP比例以达到人物平衡目的。这种模式着重突出人物所擅长的能力，讲求搭配作战，使战略性有所提高。

## 使用原始型自由指令选择的游戏
1. 《风色幻想～魔导圣战》
2. 《風色幻想SP～封神之刻》
3. 《風色幻想Ⅲ～罪與罰的鎮魂歌》
4. 《风色幻想4～圣战的终焉》

## 使用行动顺序表系统的游戏
1. 《風色幻想5～赤月戰爭》
2. 《風色幻想6～冒險奏鳴》